# Giuseppe Rescifina Messina 1997-1998
La stagione 1997-1998 della Giuseppe Rescifina Messina è stata la seconda in cui ha preso parte alla massima serie nazionale del campionato italiano femminile di pallacanestro.
La società messinese è arrivata 2ª in Serie A1 e ha partecipato ai play-off. 

## Verdetti stagionali
Competizioni nazionali
- Serie A1:

stagione regolare: 2º posto su 12 squadre (15-7).
eliminata ai quarti di finale dei playoff (1-2).

## Organigramma societario
Aggiornato al 31 dicembre 1997.
- Presidente: Antonino Rescifina
- Vice presidente: Antonino Piccolo
- General manager: Antonino Bevacqua
- Addetto stampa: Pietro Mazzù
- Segretario: Letterio Delia

- Allenatore: Nino Molino
- Aiuto allenatore: Antonio Interdonato
- Preparatore atletico: Cirino, Gassalia, Galletta
- Medico sociale: Pierluigi Consolo
- Fisioterapista: Antonino Celeste

## Rosa
| Giocatori |
| --------- |

| N° | Naz.                            | Ruolo | Sportivo           | Anno | Alt. |  |
| -- | ------------------------------- | ----- | ------------------ | ---- | ---- |  |
|    | Russia (bandiera)               | C     | Elena Khoudachova  | 1965 | 195  |  |
|    | Italia (bandiera)               | P     | Anna Costalunga    | 1970 | 170  |  |
|    | Italia (bandiera)               | A     | Cristina Rivellini | 1970 | 182  |  |
|    | Bosnia ed Erzegovina (bandiera) | G     | Vesna Bajkuša      | 1970 | 176  |  |
|    | Rep. Ceca (bandiera)            | C     | Jana Neradová      | 1967 | 195  |  |
|    | Italia (bandiera)               | AC    | Adriana Grasso     | 1974 | 190  |  |
|    | Italia (bandiera)               | A     | Marzia Antinori    | 1973 | 180  |  |
|    | Italia (bandiera)               | P     | Valentina Petrassi | 1974 | 172  |  |
|    | Stati Uniti (bandiera)          |       | Pam Leake          |      |      |  |
|    | Italia (bandiera)               | C     | Stefania Maimone   | 1979 | 189  |  |
|    | Italia (bandiera)               | PG    | Sara Marcaggi      | 1978 | 173  |  |
|    | Italia (bandiera)               | GA    | Stefania Paterna   | 1980 | 180  |  |

## Statistiche
| Giocatrice  | Gare | Punti | Minuti | Tiri da due | Tiri da due | Tiri da due | Tiri da tre | Tiri da tre | Tiri da tre | Tiri liberi | Tiri liberi | Tiri liberi | Rimbalzi | Rimbalzi | Palle | Palle | Assist | Val. |
| Giocatrice  | Gare | Punti | Minuti | R           | T           | %           | R           | T           | %           | R           | T           | %           | O        | D        | P     | R     | Assist | Val. |
| ----------- | ---- | ----- | ------ | ----------- | ----------- | ----------- | ----------- | ----------- | ----------- | ----------- | ----------- | ----------- | -------- | -------- | ----- | ----- | ------ | ---- |
| Khoudachova | 25   | 485   | 953    | 180         | 336         | 53,6        | 10          | 24          | 41,7        | 95          | 120         | 79,2        | 74       | 170      | 80    | 47    | 8      | 509  |
| Costalunga  | 25   | 268   | 935    | 75          | 156         | 48,1        | 18          | 53          | 34,0        | 64          | 88          | 72,7        | 12       | 70       | 63    | 85    | 24     | 256  |
| Bajkusa     | 20   | 210   | 671    | 60          | 134         | 44,8        | 22          | 79          | 27,8        | 24          | 35          | 68,6        | 6        | 54       | 51    | 44    | 12     | 133  |
| Rivellini   | 25   | 204   | 824    | 43          | 97          | 44,3        | 26          | 94          | 27,7        | 40          | 59          | 67,8        | 11       | 41       | 44    | 46    | 11     | 128  |
| Neradova    | 25   | 187   | 747    | 71          | 159         | 44,7        | 0           | 0           |             | 45          | 63          | 71,4        | 42       | 99       | 35    | 31    | 8      | 226  |
| Grasso      | 14   | 89    | 257    | 40          | 79          | 50,6        | 0           | 0           |             | 9           | 27          | 33,3        | 23       | 28       | 20    | 5     | 2      | 70   |
| Antinori    | 25   | 87    | 372    | 25          | 42          | 59,5        | 5           | 22          | 22,7        | 22          | 31          | 71,0        | 7        | 17       | 20    | 22    | 2      | 72   |
| leake       | 5    | 31    | 159    | 14          | 41          | 34,1        | 0           | 2           | 0,0         | 3           | 6           | 50,0        | 6        | 27       | 16    | 17    | 6      | 39   |
| Petrassi    | 11   | 11    | 54     | 1           | 5           | 20,0        | 3           | 8           | 37,5        | 0           | 0           |             | 0        | 1        | 6     | 1     | 1      | -1   |
| Marcaggi    | 4    | 6     | 15     | 0           | 2           | 0,0         | 1           | 3           | 33,3        | 3           | 6           | 50,0        | 1        | 0        | 2     | 3     | 0      | 1    |
| Paterna     | 4    | 5     | 8      | 2           | 9           | 22,2        | 0           | 0           |             | 1           | 3           | 33,3        | 4        | 0        | 1     | 1     | 0      |      |
| Maimone     | 7    | 4     | 30     | 1           | 6           | 16,7        | 0           | 0           |             | 2           | 2           | 100,0       | 3        | 3        | 1     | 3     | 0      | 7    |